# Ester Ståhlberg
Ester Ståhlberg, tidigare Hällström, född Elfving 17 februari 1870 i Vasa, död 21 juli 1950 i Helsingfors, var en finländsk romanförfattare och lärare. Hon var gift med Finlands första president Kaarlo Juho Ståhlberg från 1920.
Ester Ståhlberg föddes i Vasa men växte upp i Uleåborg där hon gick i svenskspråkig skola. Hon studerade sedan till lärare vid Helsingfors universitet. Hon skrev flera romaner under 1920- och 1930-talen. År 1920 gifte hon sig för andra gången med K.J. Ståhlberg som då var Finlands president. Hon grundade 1922 en organisation för barn som blivit hemlösa till följd av finska inbördeskriget vilket senare utgjorde grund till finländska Rädda Barnen. År 1930 kidnappades hon i hemmet tillsammans med sin make i en skjutsningsaktion vilket ledde till stor uppmärksamhet och ett bakslag för den tidens högerextremister.

## Första äktenskapet
Ester Elfving gifte sig 1893 med apotekaren Karl Hällström. De bodde först i Forssa, sedan i Viborg och slutligen i Sockenbacka utanför Helsingfors. I äktenskapet föddes inga barn. År 1898 adopterade de Eero som var född i Danmark och senare Lea som föddes 1908. Ester Hällström var hemmafru under äktenskapet och samtidigt aktiv i lokalsamhället. Under tiden i Forssa var hon aktiv i direktionen bland annat som ordförande för Tammela finskspråkiga skolor.
Deras sista år som gifta var fyllt av motgångar. Sonen Eero dog 1916 strax efter att han avlagt studentexamen. Fadern Karl avled följande år.

## Utmärkelser
- Tredje klass av Estniska Röda korsets orden,  4 maj 1923[2]
- Förtjänstkorset av Finlands Vita Ros’ orden,  1932[3]
- Kommendörstecknet av Finlands Vita Ros’ orden,  1950[4]
- Hederstecknet för mänsklig barmhärtighet[5]

[Redigera Wikidata]